# Kambojas

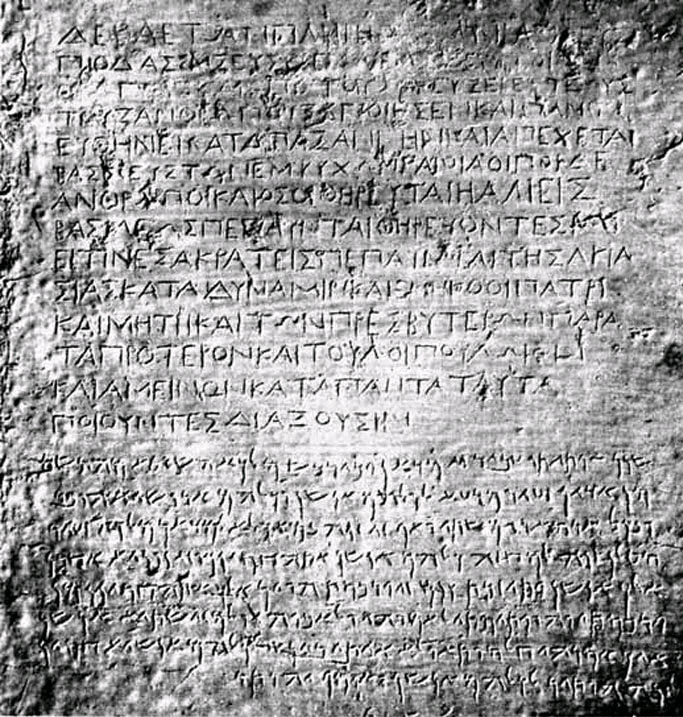
L'édit bilingue de Kandahar (Ashoka), dans laquelle les Kambojas sont mentionnés.

Les Kambojas étaient un peuple iranien qui occupait la partie la plus au nord-est du territoire peuplé par les tribus iraniennes, qui bordaient les terres indiennes, dans l'actuel Afghanistan. Ils ne nous sont connus que par les inscriptions et la littérature indo-aryennes, étant mentionnés pour la première fois au cours de la période védique.
Ils parlaient une langue proche de l'avestique mais très peu attestée, le kambojan, et étaient adeptes du zoroastrisme, comme le montrent leur croyance selon lesquelles les insectes, les serpents, les vers, les grenouilles et autres petits animaux devaient être tués, une pratique mentionnée dans le Vendidad.

## Étymologie
Kamboja- (forme ultérieure Kāmboja- ) était le nom de leur territoire, identique à l'ancien nom iranien de * Kambauǰa-, dont la signification est incertaine. Une théorie de longue date est celle proposée par J. Charpentier en 1923, dans laquelle il suggère que le nom est lié au nom de Cambyse Ier et de Cambyse II ( Kambū̌jiya ou Kambauuj en vieux persan ), tous deux rois de la dynastie achéménide. La théorie a été discutée à plusieurs reprises, mais les problèmes qu’elle posait n’ont jamais été résolus de manière convaincante. 
La même année, Sylvain Lévi a avancé une origine austroasiatique du nom, bien que cette hypothèse soit généralement rejetée. 

## Histoire
Les Kambojas n'apparaissent que dans les inscriptions et la littérature indo-aryennes, étant attestés pour la première fois au cours de la dernière partie de la période védique. Le Naighaṇṭukas, glossaire et lplus ancien écrit survivant sur la lexicographie indienne, est la première source à les mentionner. Dans son livre sur l'étymologie, le Nirukta, l'auteur indien ancien Yaska commente cette partie des Naighaṇṭukas, dans laquelle il mentionne que « le mot śavati comme verbe de mouvement n'est utilisé que par les Kambojas », une affirmation qui est plus ou moins répétée exactement de la même manière par des auteurs ultérieurs, comme le grammairien Patanjali (IIe siècle avant J.-C.) dans son Mahabhashya . Le mot śavati est équivalent à š́iiauua- en Avestique récent, ce qui démontre que les Kambojas parlaient une langue iranienne étroitement liée à celle-ci. L'historien moderne M. Witzel a supposé que les grammairiens et les lexicographes ont dû se familiariser avec le mot pour la première fois vers 500 avant J.-C. ou peut-être plus tôt, car Yaska et Patanjali ont tous deux utilisé le même exemple connu des grammairiens et des lexicographes. 
Selon Arthashastra de Kautilya, les Kambojas étaient connus sous le nom de vartta-sastropajivinah, et formaient une classe de Kshatriyas qui vivaient à la fois du commerce et de la guerre.

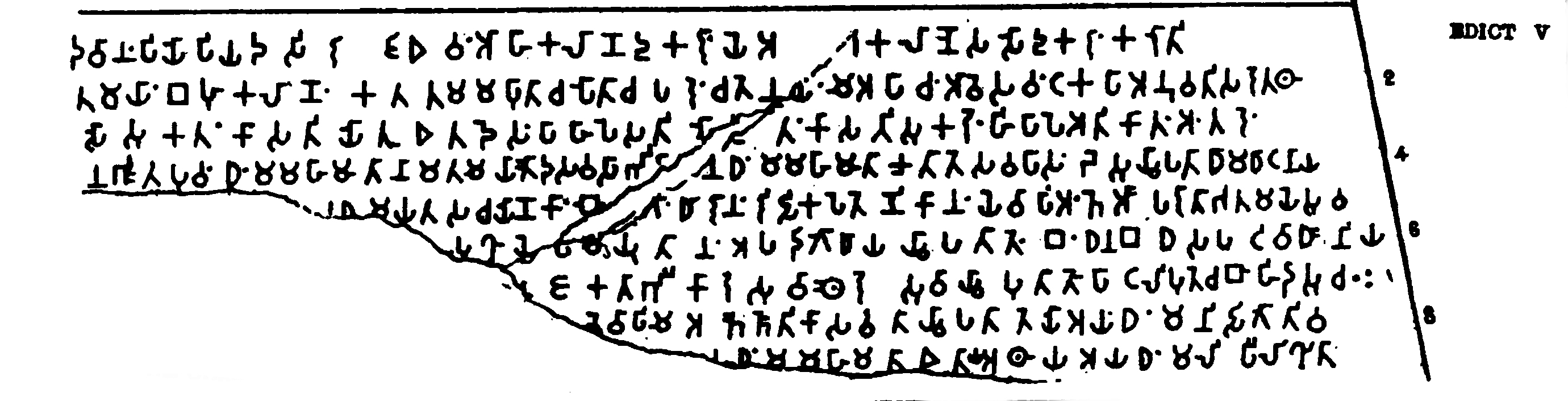
Dessin du cinquième édit majeur de l'empereur maurya Ashoka

Les principaux édits de l'empereur maurya Ashoka ( r. 268-232 ) contiennent les premières attestations des Kambojas qui peuvent être datées avec précision. Le treizième édit contient l'expression « parmi les Grecs et les Kambojas » et le cinquième édit « des Grecs, des Kambojas et des Gandhariens ». On ne sait pas si Ashoka faisait uniquement référence aux Kambojas ou à toutes les tribus iraniennes de son empire. Quoi qu'il en soit, les groupes mentionnés faisaient partie de l'Empire maurya, étant influencés par sa politique, sa culture et ses traditions religieuses, et adhéraient également à l'idéologie de la « droiture » établie par Ashoka. 
La grande épopée indienne Mahabharata mentionne également les Kambojas du royaume de Parama Kamboja, aux côtés des Grecs, des Gandharas, des Bactriens et des Indo-Scythes. Des textes géographiques en sanskrit et l' Aṅguttara Nikāya incluent les Kambojas comme l'un des seize royaumes du sous-continent indien du vivant du Bouddha. Diverses caractéristiques des Kambojas sont également décrites dans les littératures sanskrite et pali : ils se rasaient jusqu'à la tête, avaient un roi, Rāja-pura- (qui signifie « ville du roi ») était le nom de leur capitale, mais son site reste inconnu. Fait typique chez les anciens Iraniens, les Kambojas étaient réputés pour leur talent dans l'élevage de chevaux, et on pense que les chevaux qu'ils produisaient étaient parmi les plus adaptés à une utilisation au combat. Ces chevaux ont été introduits en Inde en grand nombre et également donnés en guise de tribut.    L'indologue Etienne Lamotte suggère en outre que la réputation des contrées kambojas comme patrie des chevaux a peut-être valu aux éleveurs de chevaux connus sous le nom d'Aspasioi (du vieux persan aspa ) et d'Assakenoi (du sanskrit aśva « cheval ») leur épithète. 
Après la mort d'Ashoka, l'empire maurya tomba en déclin. Au début du IIe siècle av. J.-C., ils perdirent leurs terres frontalières indo-iraniennes (y compris le Gandhara et l'Arachosie ) au profit des forces de Démétrios Ier ( r. 200-180 ), le roi du royaume gréco-bactrien.
Certains historiens considèrent que les Kambojas ont établi la dynastie Kamboja Pala au Bengale, mais cela reste incertain. Certains historiens considèrent qu'elle a été fondée par des Kambojas qui s'étaient installés au Bengale, une théorie qui peut être étayée par l'attestation d'un Kambojadeśa (deśa : pays, territoire) dans les collines de Lushai par le livre tibétain Pag Sam Jon Zang . Hem Chandra Raychaudhuri a suggéré que les Kambojas auraient pu se rendre au Bengale depuis la frontière nord-ouest à la suite des conquêtes Gurjara-Pratihara du vivant de Narayanapala. Il ajoute que ces Kambojas ont peut-être acquis des positions et, au moment opportun, ont pris le pouvoir. 
Richard Strand pense que le peuple Nuristani Kom (alias Kamôzî ou Kamôǰî) est le descendant du peuple Kamboja.
Les actuels Kambojs de l'Inde et du Pakistan sont descendant des Kambojas.

## Langue et localisation
Les Kambojas habitaient la partie la plus au nord-est du territoire peuplé par les tribus iraniennes, qui bordait les terres indiennes.  En 1918, Lévi a suggéré qu'il s'agissait du Kafiristan, mais s'est rétracté plus tard en 1923. B. Liebich a suggéré qu'ils vivaient dans la vallée de Kaboul. J. Bloch a suggéré qu'ils vivaient au nord-est de Kaboul. Lamotte a considéré qu'ils vivaient du Kafiristan jusqu'à la partie sud-ouest du Cachemire.  
En 1958, une nouvelle suggestion fut avancée par le linguiste français Émile Benveniste.  Il  établit une comparaison entre les Kambojas et les Grecs décrits dans les édits d'Ashoka de Kandahar et les deux langues dans lesquelles il a été écrit : le grec et « l'araméen-iranien », qui fait référence à la langue iranienne notée dans le texte par l'alphabet araméen. Ashoka fit usage de ces deux langues pour transmettre son message aux habitants de ce qui est aujourd'hui l'est de l'Afghanistan, autour de la région du Gandhara, approximativement entre Kaboul et Kandahar. De ce fait, Benveniste considère que la langue iranienne utilisée dans les inscriptions d'Ashoka était parlée par les Kambojas.  Les iranologues Mary Boyce et Frantz Grenet soutiennent également ce point de vue, affirmant que « le fait que des versions araméennes aient été réalisées indique que les Kambojas jouissaient d'une certaine autonomie et qu'ils conservaient non seulement leur identité iranienne, mais étaient gouvernés dans une certaine mesure par des membres de leur propre communauté, à qui incombait la responsabilité de leur transmettre les paroles du roi et de les faire graver sur la pierre. » 
Gérard Fussman a suggéré que la langue iranienne non identifiée des deux inscriptions rupestres (IDN 3 et 5) de Dasht-e Nawar était parlée par les Kambojas, peut-être un stade précoce de la langue Ormuri. Selon Rüdiger Schmitt : « Si cette hypothèse s'avérait vraie, nous serions en mesure de localiser les Kambojas plus précisément dans les montagnes autour de Ghazni et sur le Haut- Arghandab. » 

## Croyances religieuses
Les Indo-Aryens considéraient les Kambojas comme des étrangers « non-aryens » ( anariya- ) avec leurs propres traditions, comme l'indique une partie des contes bouddhistes Jataka. Les insectes, les serpents, les vers, les grenouilles et autres petits animaux devaient être tués selon les croyances religieuses des Kambojas.   Cette pratique a été liée depuis longtemps par les universitaires au Vendidad, les amenant à la conclusion que les Kambojas étaient des adeptes du zoroastrisme.  Ces croyances sont basées sur le dualisme zoroastrien, qui attribue l’Esprit du Mal à des créatures comme celles-ci et à d’autres qui sont venimeuses ou répulsives pour les humains. Les Zoroastriens ont donc reçu pour tâche de les détruire, et la poursuite minutieuse de celle-ci a pu être constatée par des observateurs extérieurs depuis le 5e siècle avant J.-C. 

## Sources
- H. W. Bailey, Iran and Islam: In Memory of the Late Vladimir Minorsky, Edinburgh University Press, 1971, 65–71 p. (ISBN 978-0085224201, lire en ligne), « Ancient Kamboja »
- Mary Boyce et Frantz Grenet, A History of Zoroastrianism, Zoroastrianism under Macedonian and Roman Rule, Leiden, Brill, 1991 (ISBN 978-9004293915)
- Ābadula Mamina Caudhurī, Dynastic History of Bengal, C. 750-1200 A.D., Asiatic Society of Pakistan, 1967
- Eggermont, « The Murundas and the Ancient Trade-Route From Taxila To Ujjain », Journal of the Economic and Social History of the Orient, Brill, vol. 9, no 3,‎ 1966, p. 257–296 (DOI 10.1163/156852066X00119)
- Olga Kubica, Greco-Buddhist Relations in the Hellenistic Far East: Sources and Contexts, Routledge, 2023 (ISBN 978-1032193007)
- R. N. Frye, The History of Ancient Iran, C.H. Beck, 1984 (ISBN 978-3406093975, lire en ligne )
- (en) Deepak Lal, The Hindu Equilibrium: India C.1500 B.C. - 2000 A.D., Oxford University Press, 2005 (ISBN 978-0-19-927579-3, lire en ligne), xxxviii
- Etienne Lamotte Lamotte, History Of Indian Buddhism, Peters Press, 1988 (ISBN 978-9068311006)
- Scott, « The Iranian Face of Buddhism », East and West, vol. 40, no 1,‎ 1990, p. 43–77 (JSTOR 29756924) (registration required)
- (en) Ram Sharan Sharma, India's Ancient Past, Oxford University Press, 2007, 145–152 p. (ISBN 9780199080366, lire en ligne), « Chapter 15: Territorial States and the Rise of Magadha » :« The rise of large states with towns as their base of operations strengthened the territorial idea. People owed strong allegiance to the janapada or the territory to which they belonged rather than to their jana or tribe. The Pali texts reveal that the janapadas grew into mahajanapadas. Gandhara and Kamboja were important mahajanapadas. Kamboja is called a janapada in Panini and a mahajanapada in the Pali texts. »